# 야경국가
자유지상주의 정치철학에서 야경국가(夜警國家) 또는 최소정부주의(最小政府主義, Minarchism)는 국가가 오로지 자본주의 질서 유지에 필요한 군사, 치안, 법률 등의 기능만을 수행하는 체제를 일컫는다. 야경국가(Night-watchman state)는 개인의 자유를 최대한 보장할 것을 주장한다.

## 어원
야경국가를 의미하는 독일어 Nachtwächterstaat는 독일의 사회주의자 페르디난트 라살이 1862년 베를린에서의 연설에서 사용한 것이 기원이다. 그는 부르주아 자유주의의 제한된 정부를 국가가 단지 도둑질을 방지하는 일만을 한다는 의미에서 야경국가라고 비판했다. 이 용어는 자유주의가 점점 개입적인 국가를 의미하기 시작하고 있음에도 자본주의 정부를 묘사하기 위한 용어로써 빠르게 퍼져 나갔다. 루트비히 폰 미제스는 이후 이 말에 대해 의견을 말했는데, 라살은 제한된 정부를 우스꽝스러운 것으로 만들려 했지만, 이것은 사실 "자우어크라우트와 바지 단추 제조, 신문 출판에 간섭하는 정부" 보다 더 우스꽝스러운 것은 아니다라고 언급했다. 야경국가의 지지자들은 미나키스트(Minarchist)라고 불리는데, 이것은 최소한을 뜻하는 minimum과 지배를 뜻하는 고대 그리스어 Arche의 합성어다.

## 철학
미나키스트들은 국가가 비침해 원칙(non-aggression principle, NAP)을 행사하기 위한 논리적인 결과물이라고 주장하고 정당화하며, 아나키즘은 비침해 원칙을 강제할 수 없기 때문에 유용하지 않다고 주장한다. 어떤 자유지상주의자들은 국가의 존재는 피할 수 없으며, 따라서 무정부는 무의미한 것이라고 여긴다. 로버트 노직은 그의 저서인 무정부, 국가, 유토피아(Anarchy, State, and Utopia)에서 이런 맥락에 따라 아나키즘을 기각하고 최소국가를 옹호한다.

## 같이 보기
- 우파 자유지상주의